# Norman Bethune

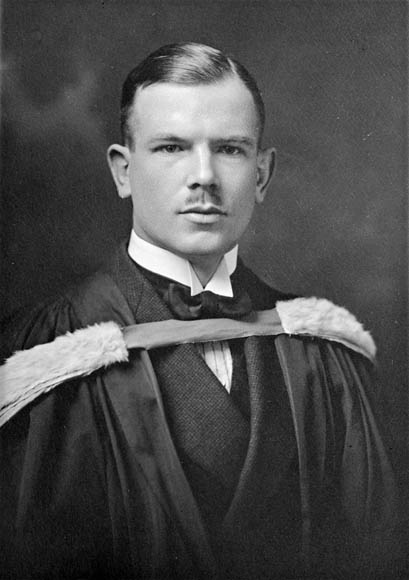
Norman toen hij ongeveer 32 was.

Henry Norman Bethune (Gravenhurst (Ontario), 3 maart 1890 - Huang Shiko (China), 12 november 1939) was een dokter, medisch vernieuwer en humanitair werker uit Canada.

## Jeugd
Zijn voorouders kwamen uit Schotland. Zijn beide ouders waren Presbyteriaanse priesters die een grote nadruk legden op het werken aan sociale onrechtvaardigheid.
In 1912 begint hij medische studies aan de Universiteit van Toronto. Bij het uitbreken van de Eerste Wereldoorlog besluit hij zijn studies te onderbreken om mee te kunnen strijden. Na een beenwonde in de Slag om Ieper keert hij terug naar Canada om zijn medische studies af te ronden in 1916.
Nadat hij in 1926 tuberculose krijgt treedt hij toe tot de dienst van de thoraxchirurgie aan het Koninklijk Victoria Hospitaal in Montreal (Quebec). In deze periode ontwierp hij tal van medische instrumenten.
Door zijn onconventioneel gedrag werd hij in 1932 overgeplaatst naar  het Heilig-Hart hospitaal , buiten Montreal. In deze periode van de grote depressie stelde hij zijn kennis en bezittingen ten dienste van de armen. 
Na een bezoek in de Sovjet-Unie in 1935 was hij groot voorstander van een systeem van sociale zekerheid, en werd hij lid van de Communistische Partij van Canada.

## Spanje
In oktober 1936 reist hij van Quebec-city naar Madrid, waar hij de eerste mobiele bloedtransfusie-eenheden organiseert tijdens de Spaanse Burgeroorlog.

## China
In oktober 1937 realiseert hij zich dat medische hulp nodig is tijdens de  tweede Chinees-Japanse Oorlog, en kan de Communistische Partijen van Canada en de Verenigde Staten van America ervan overtuigen hem ernaar toe te sturen om medische ondersteuning te geven aan het 8e Leger van Mao Zedong.
Nadat hij op 12 november 1939 stierf aan bloedvergiftiging, sprak Mao een lofrede over hem uit.

## Erfenis
Er werden enkele scholen en universiteiten naar hem vernoemd en in heel China zijn standbeelden voor hem opgericht.
Hij vond ook enkele medische instrumenten uit die nog steeds zijn naam dragen.
Er werden enkele biografische films over hem gemaakt. Donald Sutherland speelde Bethune in twee daarvan.
In 1998 werd zijn naam toegevoegd aan de Canadian Medical Hall of Fame.